# Fundación Magnum
La Fundación Magnum es una entidad cultural sin ánimo de lucro con sede en Nueva York. Fue fundada por miembros de la Agencia Magnum para promover y financiar acciones independientes de fotógrafos por todo el mundo. La misión de la fundación es "apoyar la generación próxima de fotógrafos y buscar aumentar el impacto de la fotografía documental contemporánea en la edad digital."

## Fondo de emergencia
El Fondo de Emergencia es una subvención anual otorgado por la Fundación Magnum Fundación a través de un proceso de nombramiento.

### Ganadores del Fondo de Emergencia 2010
- Bruce Gilden, No place like home Archivado el 27 de mayo de 2015 en Wayback Machine.
- Cedric Gerbehaye, Tierra de Cush Archivado el 27 de mayo de 2015 en Wayback Machine.
- Dominic Nahr, Unhealed Rift
- Kadir van Lohuizen, El Último 50,000 U.S.
- Karen Mirzoyan, Unrecognized Islas de Caucusus Archivado el 27 de mayo de 2015 en Wayback Machine.
- Krisanne Johnson, I Love You Real Fast Archivado el 27 de mayo de 2015 en Wayback Machine.
- Larry Towell, Crisis en Afganistán Archivado el 27 de mayo de 2015 en Wayback Machine.
- Saiful Huq Omi, El Repudiado y El Negado Archivado el 27 de mayo de 2015 en Wayback Machine.
- Shehab Uddin, Pavement Dwellers Archivado el 27 de mayo de 2015 en Wayback Machine.
- Sohrab Hura, Pati Archivado el 15 de mayo de 2014 en Wayback Machine.
- Wang Yishu, Profesor sustituto Archivado el 27 de mayo de 2015 en Wayback Machine.

### Ganadores del Fondo de Emergencia 2011
- Alex Majoli
- Balzas Gardi, Cresi
- Emily Schiffer, Asegurando Comida en Chicagoland Archivado el 27 de mayo de 2015 en Wayback Machine.
- Ian Teh, Rastros Archivado el 27 de mayo de 2015 en Wayback Machine.
- Jonas Bendiksen, Lejos de casa
- Julius Mwelu, La Desintegración del Matatus Archivado el 27 de mayo de 2015 en Wayback Machine.
- Justin Jin, Zona de Incomodidad Absoluta Archivado el 27 de mayo de 2015 en Wayback Machine.
- Stephen Transbordador, El Envenenamiento de El Dorado Archivado el 27 de mayo de 2015 en Wayback Machine.
- Teun Voeten, Narco Estado Archivado el 27 de mayo de 2015 en Wayback Machine.
- Tomas van Houtryve, Borderline: En la sombra de Corea del Norte
- Yuri Kozyrev, la revolución Inacabada de Yemen Archivado el 27 de mayo de 2015 en Wayback Machine.
- Zalmai, Andando en Quicksand

### Ganadores del Fondo de Emergencia 2012[2]
- Benjamin Lowy, iLibya: Libia está Creciendo Dolores
- Donald Weber, la guerra es Bien Archivado el 11 de diciembre de 2014 en Wayback Machine.*
- Eric Gottesman, Baalu Girma Archivado el 2 de marzo de 2016 en Wayback Machine.
- Evgneia Arbugaeva, Tiksi, El Norte Lejano
- Justin Maxon
- Rena Effendi,  Somos Aquí
- Sebastian Liste

### Ganadores del Fondo de Emergencia 2013[3]
- Adam Nadel
- Alex galés, Casa del Valiente
- Giulio Piscitelli, De Allí a Aquí
- Mari Bastashevski
- Olga Kravets
- Philippe Dudouit
- Rafal Milach,Ganadores
- Tanya Jabjouqa, Ocupó Placeres
- Tomoko Kikuchi

### Ganadores del Fondo de Emergencia 2014[4]
- Alessandro Penso, Refugiados en Bulgaria
- Carolyn Drake, Autobús Invisible
- Werner cristiano, Uranio Agotado: El Genocidio Silencioso
- Ed Ou, Al norte
- Edmund Clark, Espacios Ocultos de la Guerra Global encima Terror
- Kai Löeffelbein, Metales de Muerte
- Laura Morton, Tecnología Del oeste Salvaje
- Oscar Castillo, Nuestra Guerra, Nuestro Dolor
- Qinggang Chen, Pacientes en Muli Condado
- Zann Huizhen Huang, Recuerda Shatila

### Ganadores del Fondo de Emergencia 2015
- Asim Rafiqui, Orden & de Ley: la historia de unas personas de la Ley en Pakistán
- Curran Hatleberg, país de Sombra
- Elena Perlino, Tubería
- Emine Gozde Sevim, Unbeknown
- Guy Martin, Estado Paralelo
- Massimo Berruti, Epidemia
- Mate Negro, La geografía de pobreza
- Nii Obodai Provencal, Sueños Grandes: la vida construyó encima oro
- Pete Muller, Guerras de Fauna y flora: El Movimiento de Crecer de Militarized Anti-Poaching
- Peter DiCampo, Qué Fue Mal: Perspectivas Ayuda Fallada encima
- Peter Van Agtmael, Untitled

## Fotografía y Derechos Humanos
La Fundación Magnum proporciona becas para alumnado internacional durante seis semanas de verano para promover la fotografía y los Derechos Humanos, organizados en colaboración con la NYU Tisch School of Arts.

### Becados de Derechos Humanos 2010
- Karen Mirzoyan, Armenia
- Sim Chi Yin, Singapur

### Becados de Derechos Humanos 2011
- Taslima Akhter, Bangladés
- Nazik Armenakyan, Armenia
- Boniface Mwangi, Kenia
- Manca Juvan Hessabi, Eslovenia

### Becados de Derechos Humanos 2012
- Poulomi Basu, India
- Arthur Bondar, Ucrania
- Mentira Jie, China
- Pooyan Tabatebaei, Irán

### Becados de Derechos Humanos 2013
- Eman Helal, Egipto
- Ramin Mazur, Moldova
- Pattabi Raman, India
- Santiago Arcos, Ecuador
- Lijie Zhang, China

### Becados de Derechos Humanos 2014
- Mohammad Elshamy, Egipto
- Abbas Hajimohammadisaniabadi, Irán
- Yuyang Liu, China
- Loubna Mrie, Siria
- Pedro Silveria, Brasil
- Sumeja Tulic, Bosnia & Herezegovina

### Becados de Derechos Humanos 2015
- Anastasia Vlasova, Ucrania
- Muyi Xiao, China
- Nour Kelze, Siria
- Chery Dieu Nalio, Haití
- Basel Alyazouri, Palestine
- Sipho Mpongo, Sudáfrica
- Xyza Bacani, Filipinas